# Edwin Villatoro
Edwin Roberto Villatoro Acevedo (n. Puerto Barrios, Izabal, Guatemala, 18 de febrero de 1980). Es un Mediocampista o Delantero que actualmente milita en el Club Social y Deportivo Suchitepéquez de la primera división Nacional de Guatemala. Edwin inició su carrera en el Club Social y Deportivo Suchitepéquez, y es el equipo en el que ha estado por mucho tiempo. También es el máximo goleador de dicho club, y es primo del exjugador Mario Acevedo.

## Clubes
| Club                                  | País      | Año         |
| ------------------------------------- | --------- | ----------- |
| Club Social y Deportivo Suchitepequez | Guatemala | 2004 - 2006 |
| Club Social y Deportivo Municipal     | Guatemala | 2006        |
| Juventud Retalteca                    | Guatemala | 2007        |
| Club Social y Deportivo Suchitepequez | Guatemala | 2007 - 2008 |
| Club Social y Deportivo Municipal     | Guatemala | 2008 - 2009 |
| Club Social y Deportivo Suchitepequez | Guatemala | 2009 - 2012 |
| Xelajú Mario Camposeco                | Guatemala | 2012        |

### Campeonatos nacionales
| Título                               | Club                              | País      | Año  |
| ------------------------------------ | --------------------------------- | --------- | ---- |
| Liga Nacional de Fútbol de Guatemala | Club Social y Deportivo Municipal | Guatemala | 2006 |

## Distinciones individuales
| Distinción               | Año  |
| ------------------------ | ---- |
| Trofeo Juan Carlos Plata | 2004 |

- Datos: Q748189